# دووین لیک (نیویورک)
دووین لیک (به انگلیسی: Duane Lake) یک منطقهٔ مسکونی در ایالات متحده آمریکا است که در شهرستان اسکنکتدی، نیویورک واقع شده‌است. دووین لیک ۶٫۷ کیلومتر مربع مساحت و ۳۲۳ نفر جمعیت دارد و ۲۸۱ متر بالاتر از سطح دریا واقع شده‌است.